# Genealogías del códice de Roda

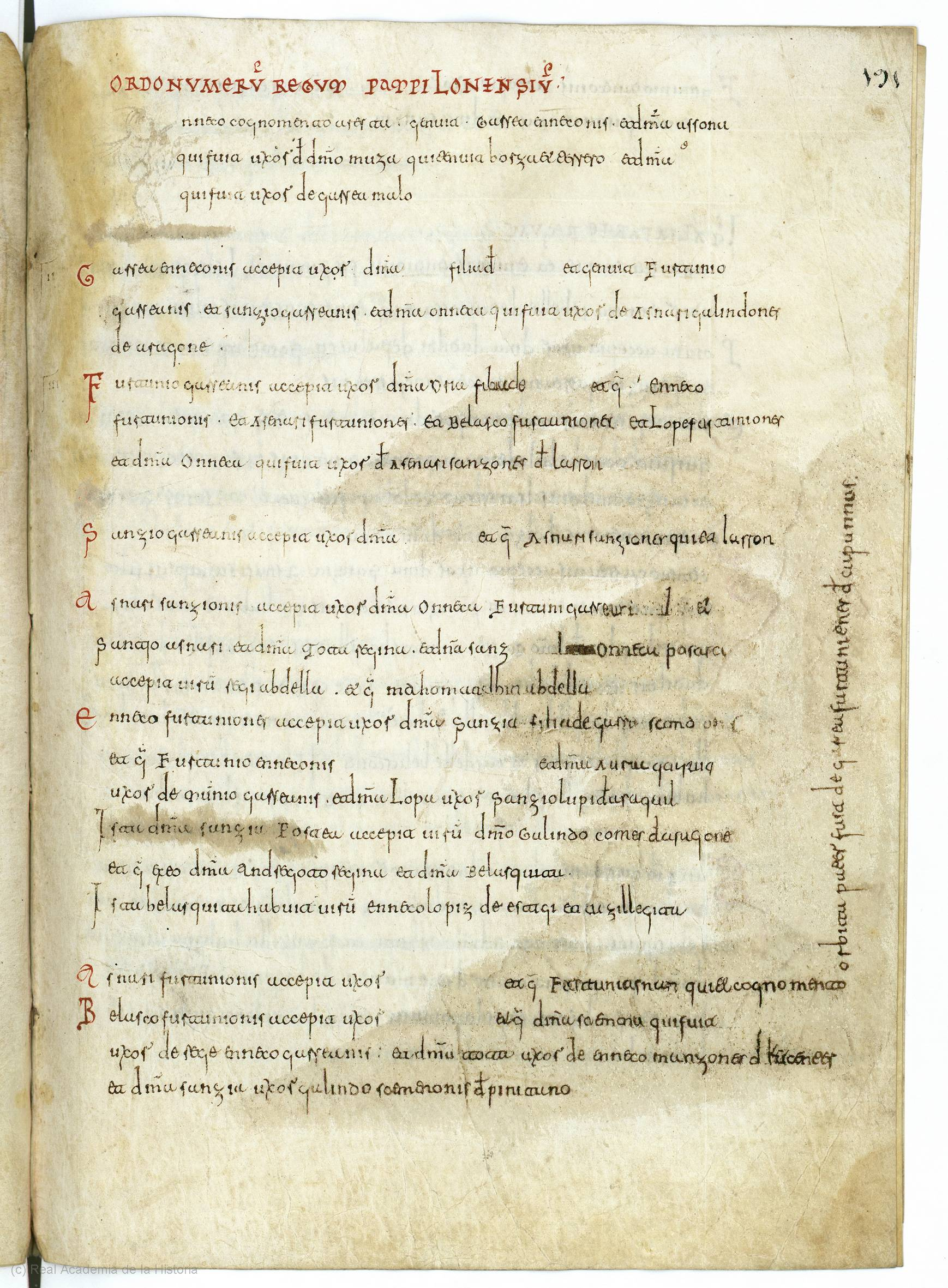
Ordo numerum regum Pampilonensium o Genealogías del Códice de Roda (c. 990) f. 191r (Biblioteca de la Real Academia de la Historia, ms. 78)

Las Genealogías del códice de Roda, o simplemente Genealogías de Roda, es una parte de las obras contenidas en el códice de Roda, un manuscrito medieval donde se recopilan varios libros y tratados, y que, al centrarse en las «noticias sobre los antecedentes, enlaces familiares y progenie de los primeros reyes de Pamplona», adquiere relevancia propia en la historiografía reciente desde su estudio pormenorizado en 1945, iniciado por el historiador José María Lacarra de Miguel, que «marcó un hito decisivo en las investigaciones –y también los debates– sobre los oscuros orígenes y primera andadura del reino de Pamplona».La publicación de «estos materiales fundamentales, más la difusión poco posterior de fragmentos, hasta entonces desconocidos, del "Muqtabis" de Ibn Hayyan suscitaron una animada revisión de los supuestos "orígenes" del reino de Pamplona.»

## Descripción
Para el historiador José María Lacarra «las Genealogías de Roda son un género historiográfico que se introduce en el reino de Pamplona a fines del siglo X, cuya corte en esas fechas estaba instalada en la villa de Nájera.» Se ha estimado, por ello, que su elaboración se realizó hacia el final del primer milenio.
Sin embargo, «las llamadas Genealogías de Roda son un calco, como literatura histórica, de las obras genealógicas tan frecuentes en el mundo musulmán; esta literatura de genealogías tuvo también sus cultivadores entre los musulmanes del valle del Ebro, con referencia a las familias más importantes que dominaron las ciudades del mismo» unas familias estrechamente emparentadas con las familias cristianas asentadas en los territorios independientes de carácter cristiano. Estas vinculaciones explican y favorecen también el intercambio de manuscritos por lo que «no es de extrañar la existencia de una literatura cristiana en el valle del Ebro, bajo dominio musulmán, fruto de la convivencia.»

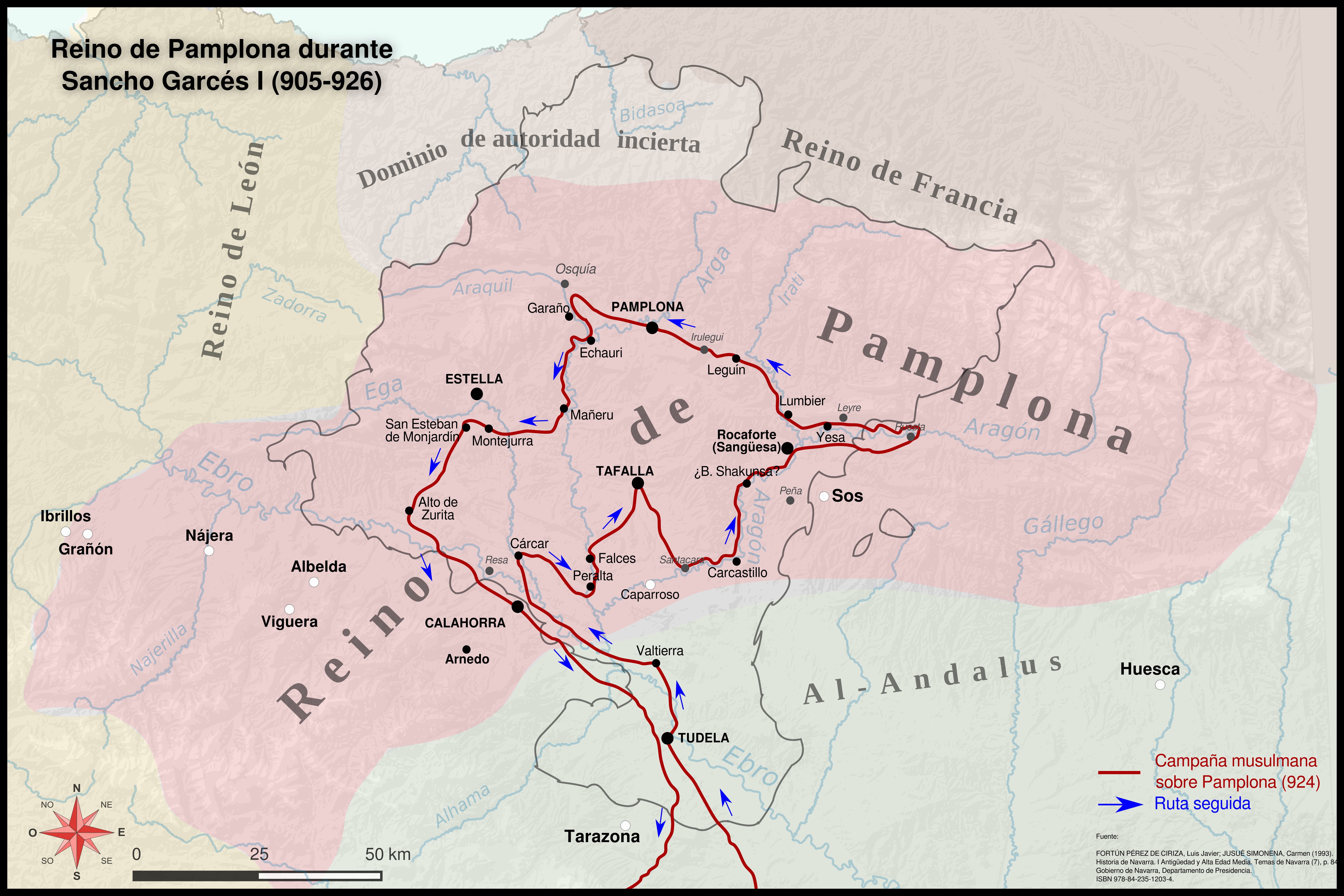
Reino de Pamplona a la muerte de Sancho Garcés I.

### Reyes de Pamplona
Un texto referente a los monarcas de Pamplona comienza bajo el epígrafe Ordo numerum regum Pampilonensium llegando el árbol genealógico hasta la sexta generación desde Íñigo Arista. Un segundo texto, bajo el epígrafe Item alia parte regum, prosigue con Sancho Garcés I, sus padres y hermanos, trasladando la impresión de ser la figura central (optime imperator). La relación genealógica acaba con su hijo, García Sánchez I, detallando también la descendencia de sus hermanas habida en los enlaces matrimoniales con los reyes leoneses, los condes de Vizcaya y los de Bigorra.

### Condes de Aragón, Pallars, Ribagorza, Gascuña y Tolosa (Toulouse)
En folios sucesivos se aborda la genealogía de los condes de Aragón, bajo el epígrafe Item genera comitum Aragonensium abarcando desde Aznar Galindo I. La disposición de los miembros lleva a considerar que sirvió «para ilustrar la alcurnia y parentescos de la reina Andregoto».
Otros linajes condales recopilados son los de Pallars y Ribagorza, el linaje de Aba, mujer del conde castellano García Fernández, la cual cierra también en su cuarta generación la nómina de la estirpe condal de Gascuña. 
Constan al margen tres escalones familiares de condes de Tolosa.

### Reyes francos

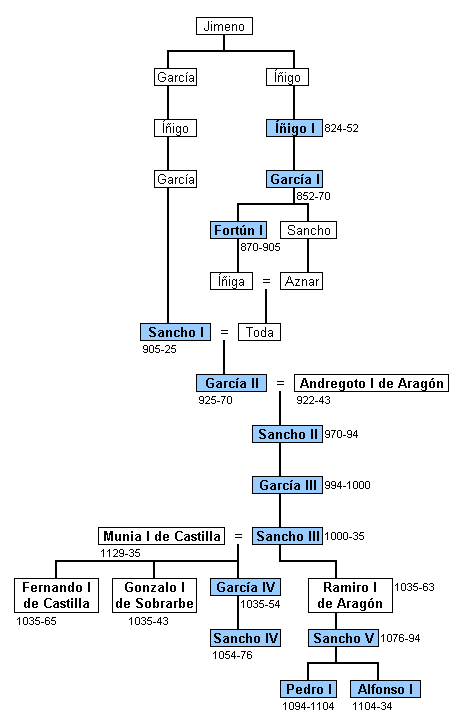
Árbol genealógico de los reyes de Pamplona de las dinastías íñiga (o Íñigo-Arista) y Jimena.

Finalmente se completan las genealogías con una lista de monarcas francos, desde Carlomagno hasta Lotario II (954-986).

Genealogías del códice de Roda
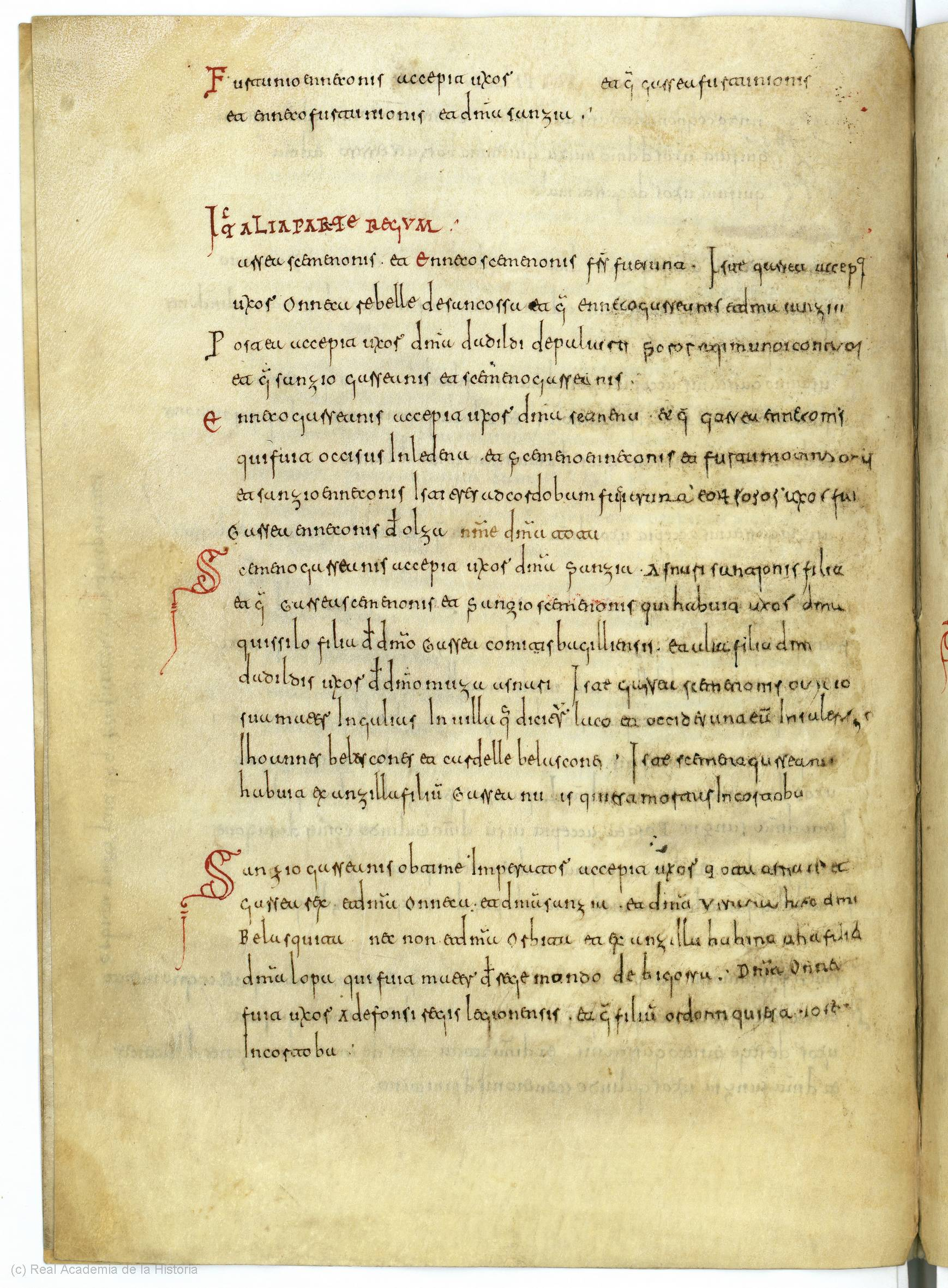
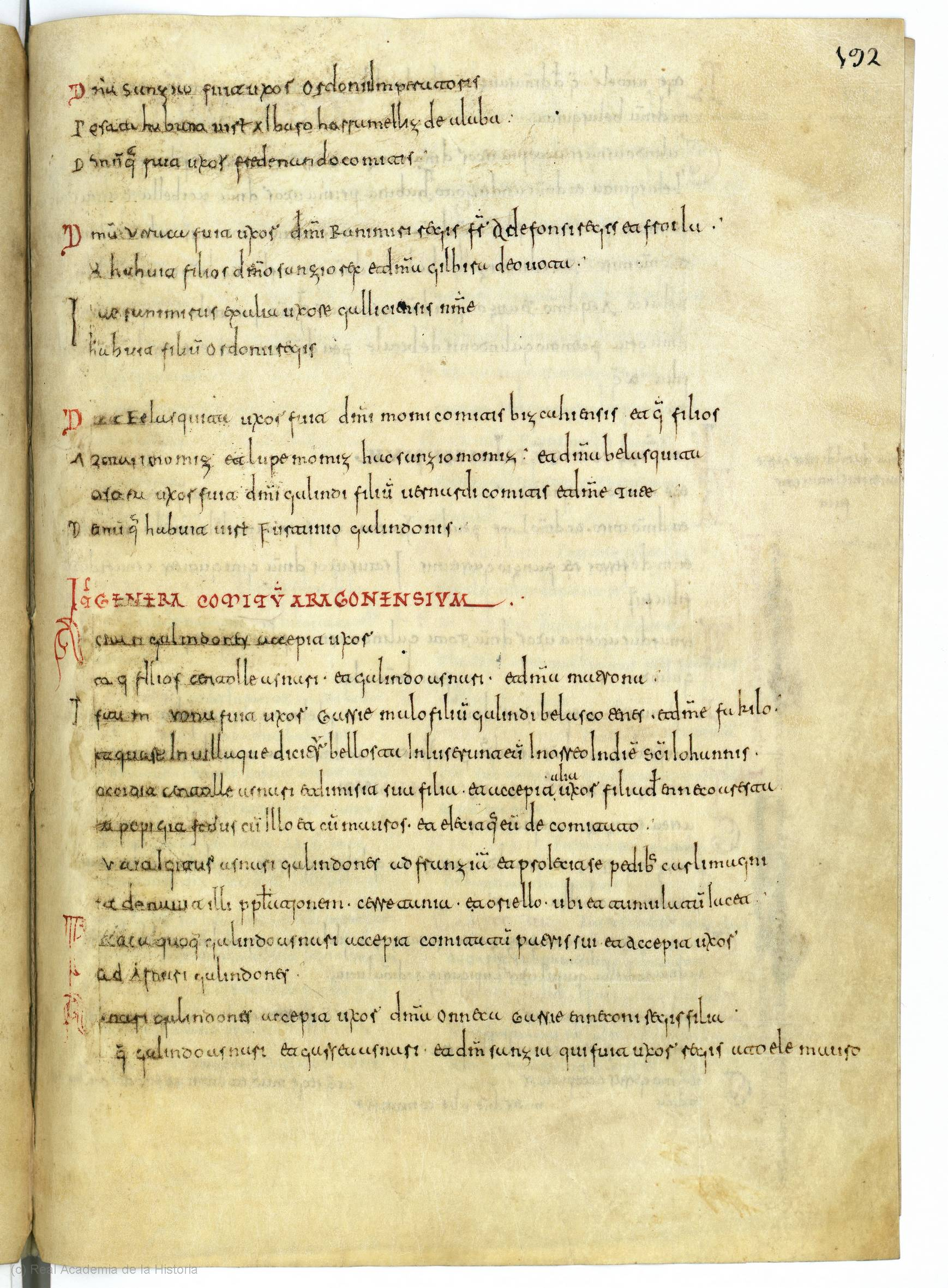
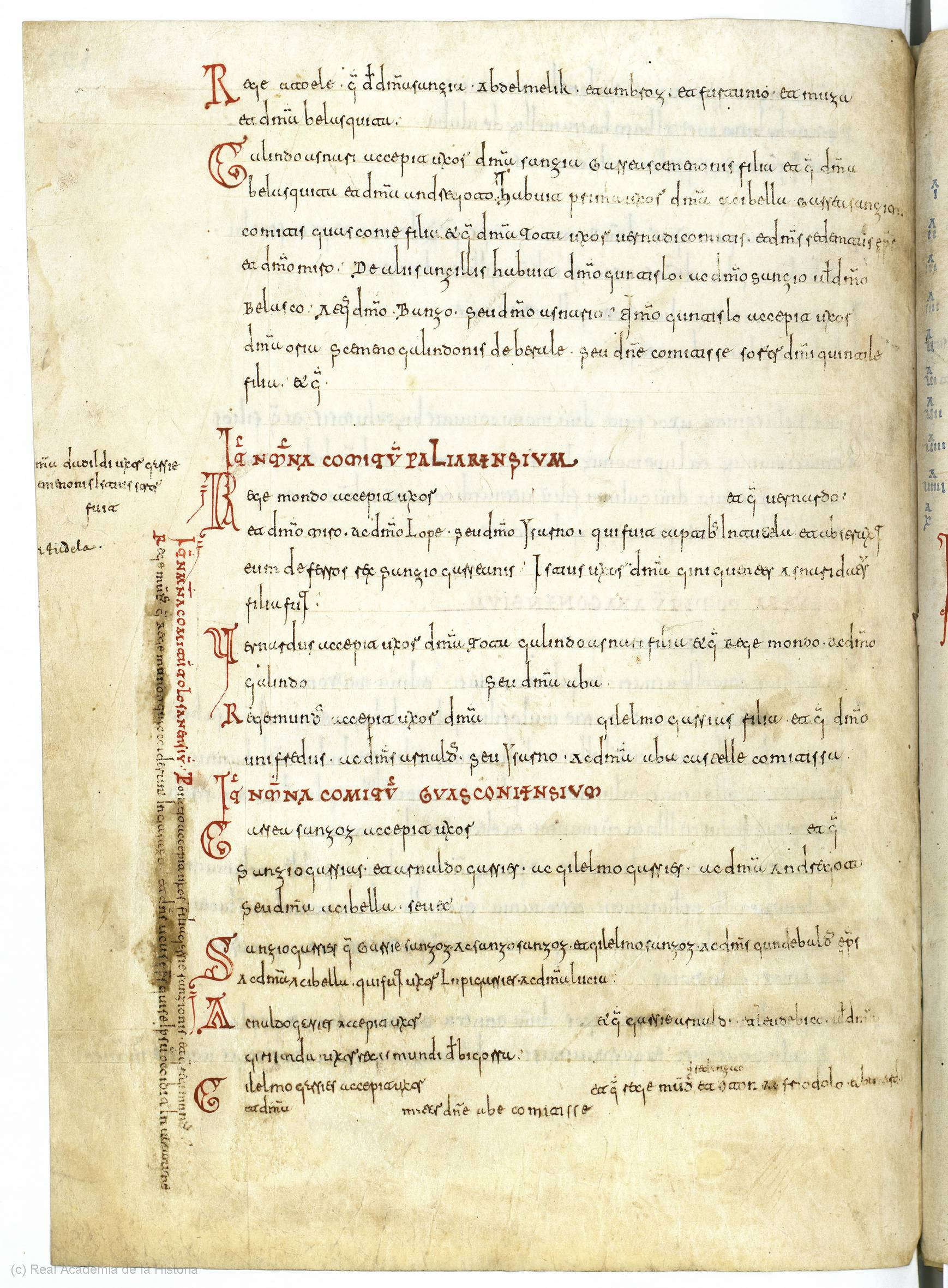
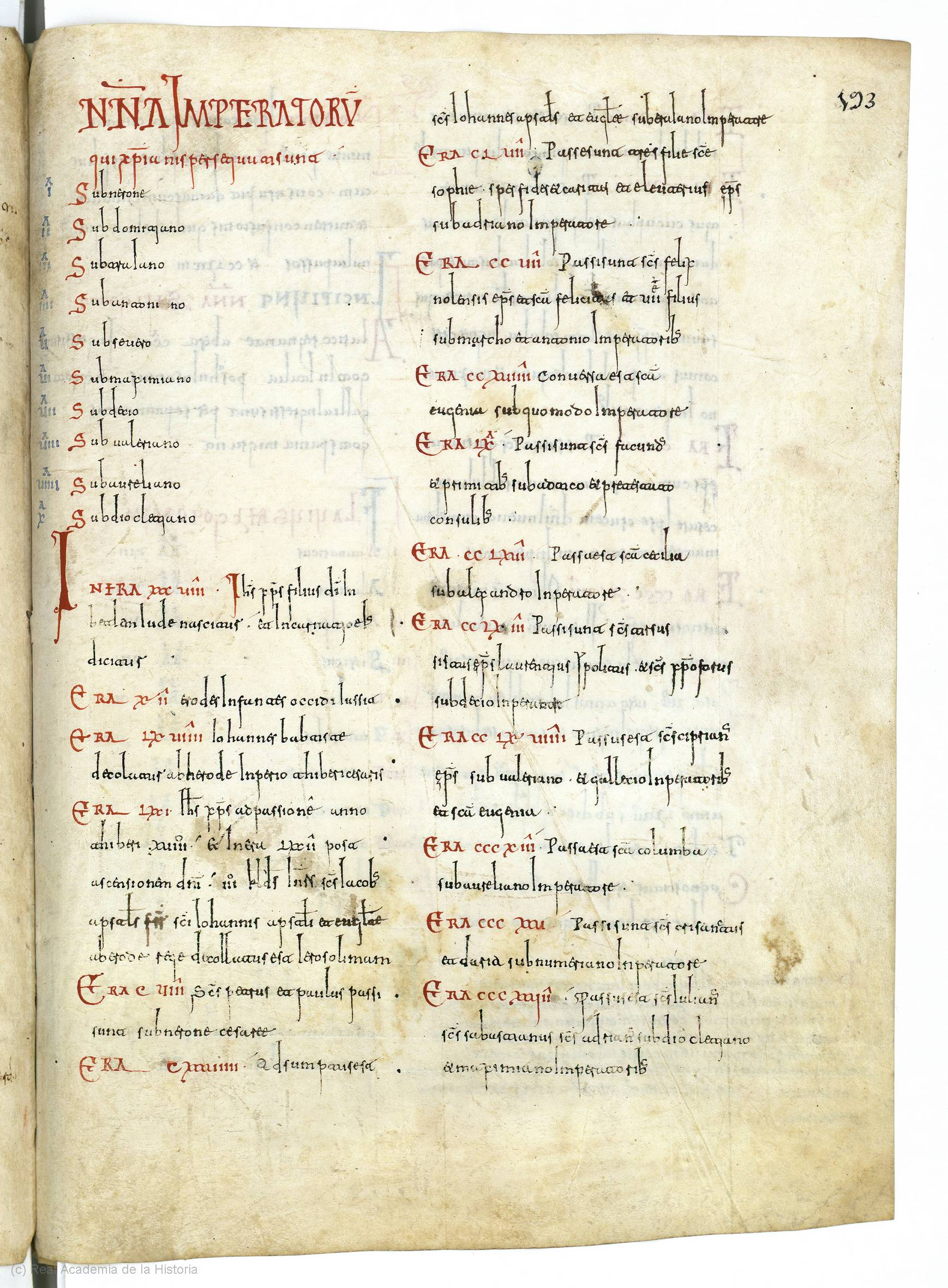
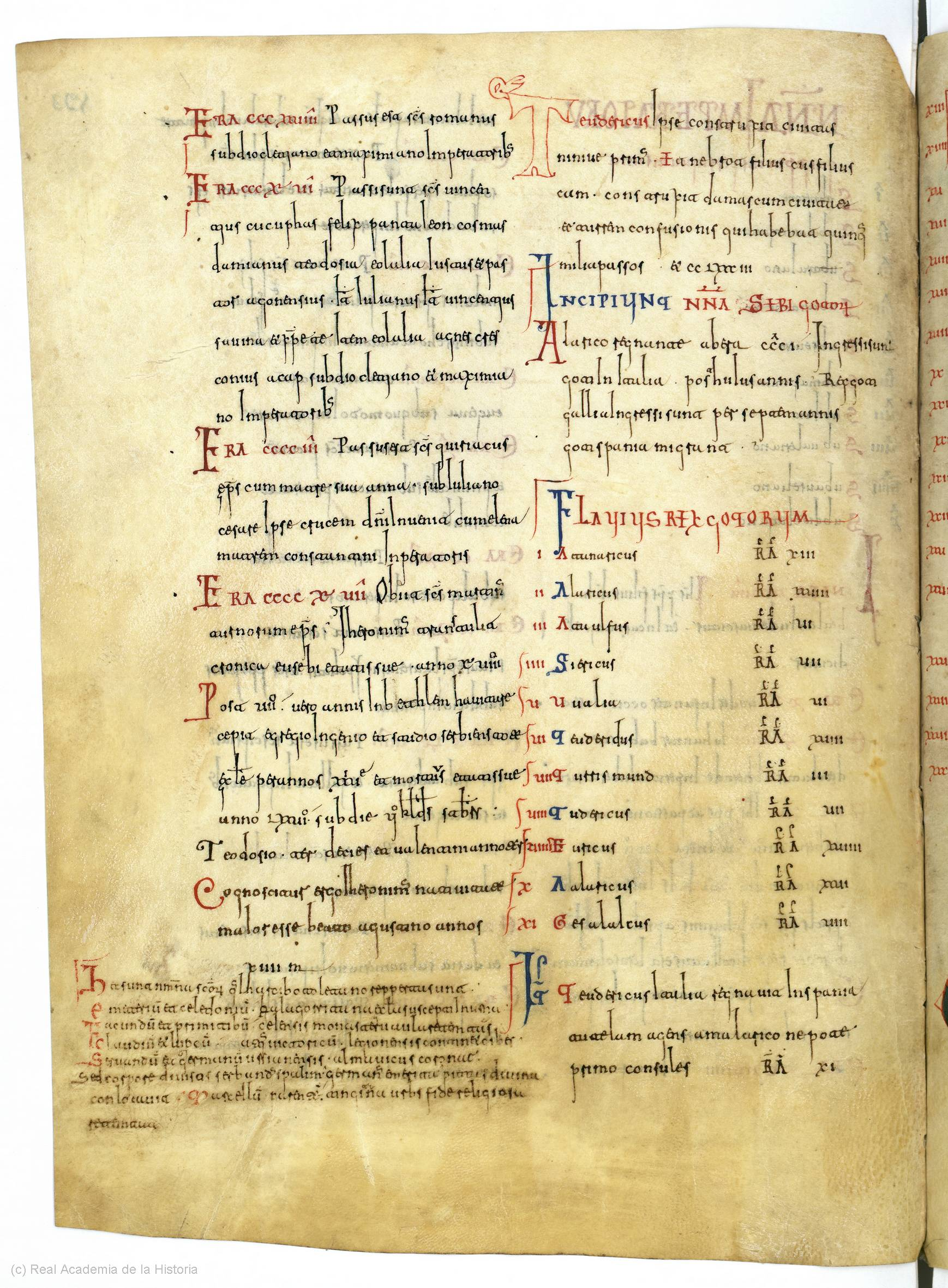
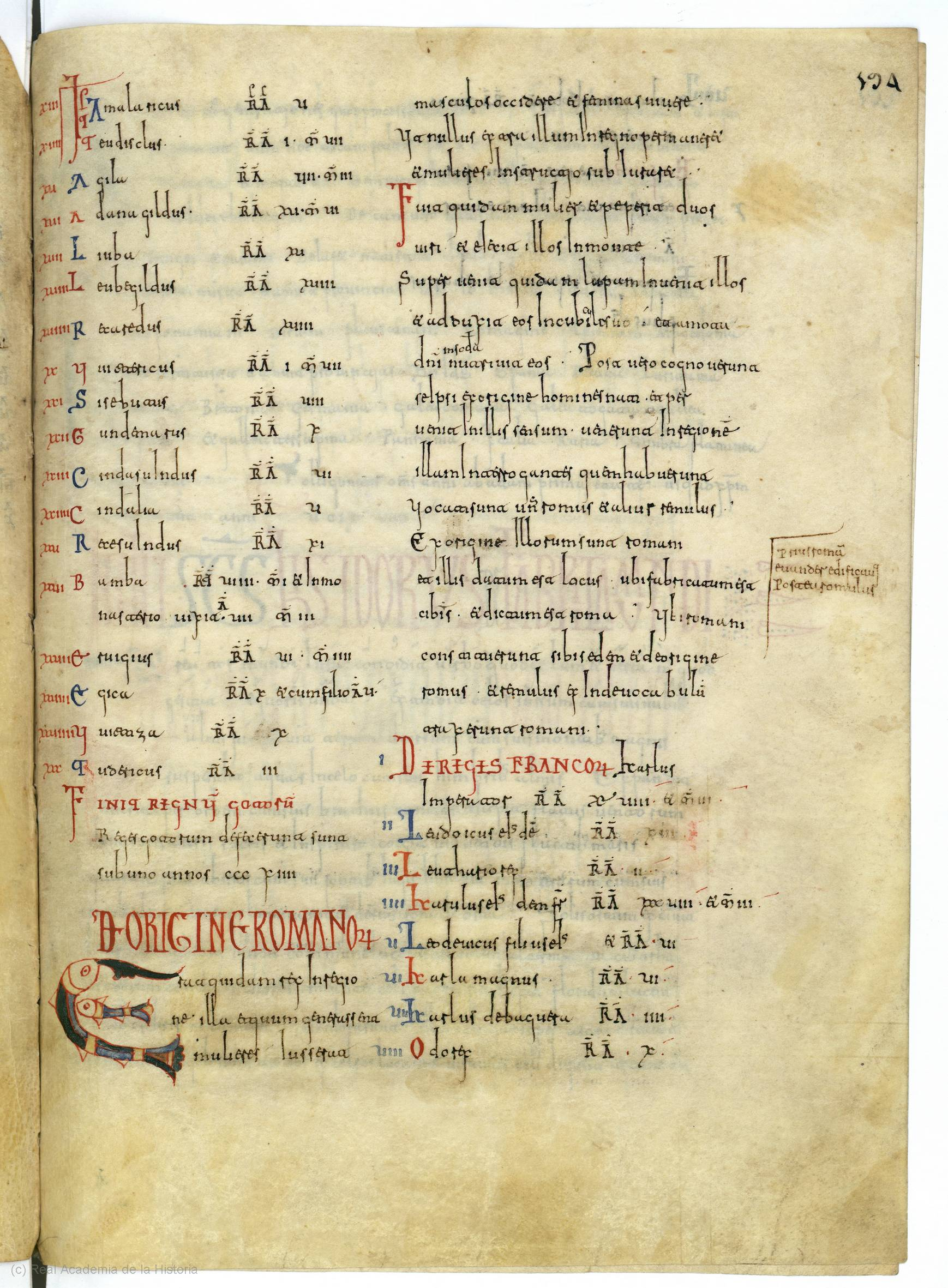
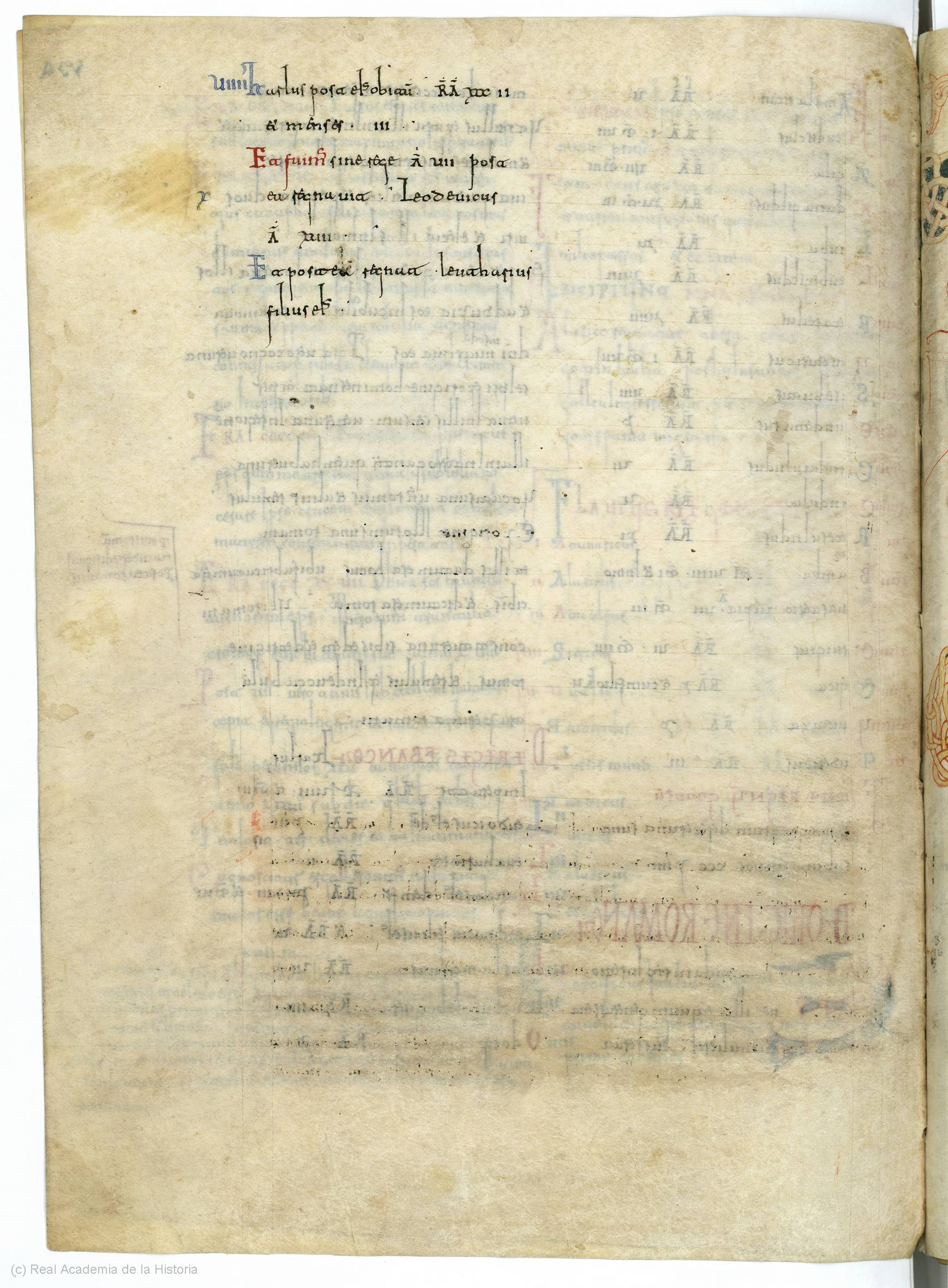

## Contexto histórico e historiográfico: su relevancia
Su elaboración hay que situarlo en parte, en la línea del desarrollo de las ciencias genealógicas empleadas por los historiadores árabes buscando «esclarecer la ascendencia de las tribus de origen oriental que aparecen en la Península» al mismo tiempo que prestar atención «sobre personas ilustres de al-Andalus» especialmente «de familias asentadas en los siglos IX y X en el valle del Ebro, como los Banu-Qasi, los Tuchibíes y los Banu l-Tawil.» El caso de Ibn Hazm cuando redacta «el linaje de los muladíes Banu Qasi de la Marca» responden la mismo género historiográfico al remontarse «al primer ascendiente conocido» a partir del cual enumera sus descendientes.En esta línea resalta «la excelente información árabe de que disponía el autor o autores de las distintas piezas del códice, observación que atañe también a las aludidas Genealogías» llevando a ponderar sobre la influencia andalusí en «algún centro monástico de la región del Ebro, a juzgar por otros manuscritos.»
Con la publicación de tan fundamental evidencia histórica escrita «quedó así definida en su datos básicos la trayectoria político-militar de los grupos humanos asentados durante el siglo IX en el espacio geográfico que tres centurias después acabó denominándose Navarra. Se arrumbaron bastantes errores y lugares comunes reiterados por una historiografía ocupada durante muchas generaciones en primar la "antigüedad" y las "excelencias" del viejo "Reyno" y sus soberanos.» Con todo, el propio historiador José María Lacarra «subrayaba la escasez y provisionalidad de los conocimientos adquiridos sobre unos hechos tan escasamente documentados» aseverando en 1981 que los «juegos malabares –genealógicos– a que tan aficionados son algunos autores modernos, combinando los nombres, no pasan de entretenimientos eruditos, sin sólida base documental». En la misma línea, otro estudioso de estas etapas, Ángel Martín Duque afirmaba sobre el surgimiento de un nuevo espacio político independiente al sur de los Pirineos:

Se suele dar por supuesta la independencia de los vascones en los siglos V a VIII y se los considera insertos en un horizonte cultural ajeno totalmente a la romanidad, al que habrían tornado en una especie de misteriosa regresión atávica a partir del siglo IV. Convendría a este respecto revisar los problemas –de información sobre todo– de la inscripción del territorio en los sucesivos círculos de soberanía romano, hispano-visigodo, islámico-califal y cordobés. Las reiteradas rebeliones a que remiten los textos narrativos pueden interpretarse como manifestaciones anormales de un fenómeno permanente de formación de excedentes demográficos. Si los movimientos de oposición al Islam aparecen dotados luego de cierta organización jerárquica, no pueden explicarse desde un soporte social arcaico; sugieren más bien la pervivencia y afianzamiento de una aristocracia cuyas raíces deberían buscarse en la fase de integración del territorio y sus gentes en el mundo romano.
Ángel Martín Duque, 2002

Posteriormente Alberto Cañada Juste, tras un repaso al estado historiográfico sobre "los albores del reino", acerca de las vinculaciones genealógicas de estas familias dominantes en este espacio pirenaico concluía:

[Según hemos visto] los historiadores de la alta Edad Media navarra parecen estar de acuerdo en que las dos dinastías Iñiga (s. ix) y Jimena (s. x) proceden de un tronco común, a lo cual yo añadiría que dicho tronco podría datar del siglo VIII y en él podría incluirse a los antepasados de los Banu Qasi y que es posible que las tres familias, con frecuentes enlaces matrimoniales, derivasen de los possessores de los bienes territoriales, una elite rectora que gobernaría el país con el consentimiento de la autoridad visigoda, musulmana o carolingia, ¿tal vez ovetense?, según los casos. Hay que suponer que de existir esta elite (estamos siempre en el terreno de las conjeturas), aunque de raíz vascónica, estaría suficientemente romanizada y cristianizada.
Alberto Cañada Juste, 2011

Estas genealogías dan pie a revisar algunas afirmaciones aún actualmente asentadas: «No es seguro que caudillos pamploneses del siglo IX se titularan reges en el sentido propio del término. Los textos documentales que aluden a ellos están todos rehechos en tiempos posteriores. Las "Genealogías de Roda" sólo atribuyen el título de rex a García Íñiguez al aludir a su hija Onneca en cuanto esposa de Aznar Galindo dentro de los Genera comitum aragonensium, donde se imputa también la condición de «rey» al gobernador moro Muhammad al-Tawil. En el ordo de los reyes pamploneses únicamente consta como rex Íñigo Garcés, hermanastro mayor precisamente de Sancho Garcés I.»